# Når solen skinner
Når solen skinner er en dansk film fra 2016, filmen er instrueret af Frederik Barington.

## Medvirkende
- Elias Munk som Sofus
- Laura Kjær som Sarah
- Vibeke Ankjær som Helle
- Kasper Løfvall Stensbirk som Peter
- Sonny Lindberg som Poul
- Anna Søgaard Frandsen som Esther
- Jacob Clemen Utzon Krefeld som tjener

## Eksterne Henvisninger
- Når solen skinner på Internet Movie Database (engelsk)
- Når solen skinner på Filmdatabasen
- Når solen skinner på The Movie Database (engelsk)